# Comté de Jo Daviess
Le comté de Jo Daviess est un comté situé dans l’État de l’Illinois, aux États-Unis. En 2000, sa population est de 22 289 habitants. Son siège est Galena.

## Démographie
| Groupe            | Comté de Jo Daviess | Illinois | États-Unis |
| ----------------- | ------------------- | -------- | ---------- |
| Blancs            | 97,2                | 71,5     | 72,4       |
| Métis             | 0,9                 | 2,3      | 2,9        |
| Autres            | 0,9                 | 6,7      | 6,4        |
| Afro-Américains   | 0,5                 | 14,6     | 12,6       |
| Asiatiques        | 0,3                 | 4,6      | 4,8        |
| Amérindiens       | 0,2                 | 0,3      | 0,9        |
| Total             | 100                 | 100      | 100        |
|                   |                     |          |            |
| Latino-Américains | 2,7                 | 15,8     | 16,7       |

Selon l'American Community Survey, pour la période 2011-2015, 95,61 % de la population âgée de plus de 5 ans déclare parler anglais à la maison, alors que 2,20 % déclare parler l'espagnol, 0,60 % l'allemand, 0,50 % l'arabe et 1,09 % une autre langue.